# CD El Ejido Futsal
El Ejido Fútbol Sala es un club español de fútbol sala del municipio de El Ejido, el más representativo de la provincia de Almería. Fue fundado en 1989, aunque comenzó a competir en 1987 bajo una identificación distinta. Es uno de los clubes que fundaron la Liga Nacional de Fútbol Sala (LNFS), por lo que no sólo se trata de un club histórico en Andalucía, sino también en España. Participó tres temporadas en la División de Honor (Primera División). Actualmente compite Segunda División Nacional (Fútbol Sala), segunda categoría de este deporte en España.
En agosto de 2012, la entidad creó una sección de fútbol y se le empezó a denominar Club Deportivo El Ejido, que ha servido para aunar el proyecto del club consolidado que era en fútbol sala y el proyecto de un nuevo club en la modalidad de fútbol. De este modo, el CD El Ejido sigue siendo un referente andaluz en fútbol sala, llevando a cabo en mayo de 2013 el proyecto de fusión con el Club Polideportivo Berja (ahora llamado Berja Club de Fútbol)  y posteriormente con el Dalías Club de Fútbol, de los vecinos municipios de Berja y Dalías, aunque el club daliense se desligó poco tiempo después y, en 2019, hizo lo propio el club de fútbol sala que inició todo y este pasó a denominarse CD El Ejido Futsal, entretanto el club de fútbol ha continuado llamándose CD El Ejido 2012.
Hasta el año pasado, junto con el Real Betis Balompié FSN, era uno de los dos únicos clubes de Andalucía representado en tres categorías nacionales, puesto que su filial (CD El Ejido) competía en el Grupo 18 de Tercera División y el equipo Juvenil milita en el Grupo 8-A de División de Honor (la categoría más alta de España en la competición de juveniles). Además, en 2014 ha recuperado la sección femenina para competir en Segunda Andaluza (cuarta categoría y de nivel provincial).

## Pabellón
El CD El Ejido habitualmente entrena y disputa sus partidos como local en el Pabellón Municipal de Deportes de El Ejido, inaugurado en 1992 con un aforo oficial de 2.000 espectadores que se puede ampliar mediante gradas supletorias. Está situado en la zona sur de la ciudad, en la Calle Toledo n.º 160 y dentro del perímetro del Parque Municipal, que también acoge un complejo deportivo con varias pistas de pádel y de tenis.

## Equipos de cantera
CD El Ejido está representado en categorías inferiores por numerosos equipos. Desde 2009 y hasta su descenso en 2015, el Filial ha competido en el Grupo 18 de la Tercera División. Es importante destacar el hecho de que sólo unos pocos clubes de Primera División y Segunda División tienen filiales en Tercera, por lo que el equipo B ejidense ha estado a la altura e incluso en una categoría superior a la de los filiales de algunos de los principales clubes del país. Además, CD El Ejido Juvenil compite en División de Honor (la categoría más alta del fútbol sala juvenil en España y antes llamada Liga Nacional), de la que ha sido subcampeón de su grupo tanto en la temporada 2008/09 como en la reciente 2013/14, rozando en ambas su clasificación para la Copa de España Juvenil.
También ha sido recuperada la sección femenina (estuvo activa hasta 2011) participando en 2.ª Andaluza (cuarta categoría del futsal femenino y de nivel provincial), en la que ya en 2009 el equipo ejidense logró el subcampeonato para disputar la fase de ascenso a Primera Andaluza (tercera categoría y de nivel autonómico), cuya primera eliminatoria no superó. El papel liguero ha sido muy bueno (3.º clasificado con el doble de victorias que de derrotas) y en la Copa Federación Almeriense estuvo cerca de acceder a Semifinales, cayendo en la fase previa (5.º clasificado). Por otro lado, CD El Ejido FSF cuenta con un equipo de categoría Alevín.
La pasada temporada 2014-15, los canteranos celestes cosecharon a nivel provincial 4 subcampeonatos ligueros, 5 campeonatos y 1 subcampeonato de Copa Federación Almeriense (5 campeonatos y 2 subcampeonatos coperos en la 2013-14) rozando en ambas su clasificación para la Copa de España Juvenil, siendo otro año más el club almeriense y andaluz con mayor representación en los Campeonatos de Andalucía (3 equipos en categorías Cadete, Infantil y Alevín).
- Filial: 13.º clasificado en Tercera División -Grupo 18-

- Femenino: 3.º clasificado en 2.ª Andaluza (1.ª Provincial) / Fase Previa en Copa Federación Almeriense

- Juvenil A: 9.º clasificado en División de Honor -Grupo 8 A- (Fase Andaluza del Campeonato de España) / Campeón Copa Federación Almeriense (fusión equipos A y B)

- Juvenil B: 3.º clasificado en 2.ª Andaluza (1.ª Provincial) / Campeón Copa Federación Almeriense (fusión equipos A y B)

- Cadete: Campeón en Copa Federación Almeriense y Semifinales en el Campeonato de Andalucía -no hubo competición liguera de 2.ª Andaluza (1.ª Provincial)-

- Infantil A: Subcampeón en 2.ª Andaluza (1.ª Provincial) y cuartos de final en el Campeonato de Andalucía / Campeón en Copa Federación Almeriense

- Infantil B: 7.º clasificado en 2.ª Andaluza (1.ª Provincial) / Fase Previa en Copa Federación Almeriense

- Alevín A: Subcampeón en 2.ª Andaluza (1.ª Provincial) y octavos de final en el Campeonato de Andalucía/ Subcampeón en Copa Federación Almeriense

- Alevín B: 6.º clasificado en 2.ª Andaluza (1.ª Provincial) / Fase Previa en Copa Federación Almeriense

- Benjamín A: 3.º clasificado en 2.ª Andaluza (1.ª Provincial) / Campeón Copa Federación Almeriense

- Benjamín B: 4.º clasificado en 2.ª Andaluza (2.ª Provincial) / Semifinales en Copa Federación Almeriense

- Benjamín C: 5.ª clasificado en 2.ª Andaluza (2.ª Provincial) / Semifinales en Copa Federación Almeriense

- Prebenjamín A: Subcampeón en 2.ª Andaluza (1.ª Provincial) / Campeón en Copa Federación Almeriense

- Prebenjamín B: Subcampeón en 3.ª Andaluza (2.ª Provincial) / cuartos de final en Copa Federación Almeriense

- Prebenjamín C: 7.º clasificado en 3.ª Andaluza (2.ª Provincial) / Semifinales en Copa Federación Almeriense

En 2012, El Ejido FS logró el hito de ser el primer club en la historia del fútbol sala de Almería, en clasificar hasta 4 equipos para disputar los Campeonatos de Andalucía en distintas categorías, como son Cadete, Infantil, Alevín y Benjamín (confirmándose como el club que más participaciones ha sumado para la provincia almeriense en el último lustro) por lo que ha sido el club andaluz más representado en los Campeonatos Autonómicos de la temporada anterior, siendo reconocido como el de mejor cantera masculina de Andalucía.
En 2013 fueron 3 los equipos clasificados para los Campeonatos de Andalucía, logrando proclamarse campeón el CD El Ejido Cadete ante el también conjunto almeriense del CD Gádor, mientras que el CD El Ejido Alevín fue subcampeón y el CD El Ejido Infantil llegó hasta Semifinales. Como campeones andaluces, los cadetes ejidenses participaron en el Campeonato de España cuya fase previa tuvo lugar en Melilla, donde encuadrados en el mismo grupo que Gimnástico Melilla, Natación Ceuta y Aljucer ElPozo Murcia acabaron en el 2.º puesto a 2 puntos de pasar a Semifinales (una Final a 4 jugada en Madrid).
Aún reciente queda el que en 2011, el equipo Infantil lograra el Campeonato de Andalucía y disputó la fase previa -celebrada en El Ejido- del Campeonato de España, no clasificándose para Semifinales (una Final a 4 jugada en el Palacio de Deportes de Murcia) por tan sólo un gol, ya que empató a 4 puntos y también en el gol average con el CD Natación de Ceuta (a la postre, subcampeón de España), pero el balance de goles ejidense fue de 7-6 y el ceutí fue de 8-7. Además, el equipo Infantil del 2006 también se proclamó campeón de Andalucía y en 2007, el equipo Cadete fue subcampeón de Andalucía al superar 3 eliminatorias y caer derrotado en la Final ante AD Torremolinos.
Estos resultados reflejan el gran nivel existente en las categorías de base y otra prueba de ello, es que muchos jugadores ejidenses son habitualmente convocados con las selecciones provinciales de Almería o las selecciones autonómicas de Andalucía e incluso, un juvenil celeste ha sido convocado 2 veces por la selección española sub-18.

## Palmarés

### Primer Equipo
- Temporadas en Primera División (División de Honor): 3 (88-89****, 89-90 y 93-94)

- Temporadas en Segunda División (División Nacional / Plata): 8 (90-91, 91-92, 92-93*, 20-21, 21-22, 22-23, 23-24, 24-25)

- Temporadas en Segunda División B (Primera Nacional A): 20 (94-95, 95-96, 96-97, 97-98, 98-99, 99-00**, 00-01, 01-02, 02-03, 05-06, 06-07, 09-10, 10-11, 11-12, 12-13, 13-14, 14-15, 17-18, 18-19 y 19-20)

- Temporadas en Tercera División (Primera Nacional B): 6 (03-04, 04-05***, 07-08, 08-09***, 15-16 y 16-17)
- Subcampeón de la Copa de Andalucía de fútbol sala (1): 2021

(*) Subcampeón en Segunda División
(**) Subcampeón en Segunda División B
(***) Campeón en Tercera División
(****) Etapa previa, cuando el equipo aún pertenecía al CD Frusol

### Filial
- Tercera División (Temporadas en Nacional B): 8 (09-10, 10-11, 11-12, 12-13, 13-14, 14-15, 17-18 y 18-19)

### Juvenil Nacional
- Temporadas en División de Honor (Liga Nacional): 16 (03-04, 04-05, 05-06, 07-08, 08-09, 09-10, 10-11, 11-12, 13-14, 14-15, 15-16, 16-17, 17-18, 18-19, 19-20 y 20-21)

### Campeonatos de España
- Infantil: 1 subcampeonato (18-19)

### Campeonatos de Andalucía
- Juvenil: 2 campeonatos División de Honor (16-17 y 17-18) y 2 subcampeonatos Liga Nacional (08-09 y 13-14)

- Juvenil femenino: 1 subcampeonato (17-18)

- Cadete: 1 campeonato (12-13) y 1 subcampeonato (06-07)

- Infantil: 3 campeonatos (05-06, 10-11 y 18-19)

- Alevín: 1 campeonato (18-19) y 1 subcampeonato (12-13)

- Benjamín: 1 campeonato (16-17) y 1 subcampeonato (18-19)

## Patrocinadores y colaboradores
- Grupo Burguer Ángelo (Hamburguesería, Pizzería, Heladería, Vídeo Pub, Bar de tapas, Kiosko Bar)

- Instituto Municipal de Deportes de El Ejido